# Chemická syntéza
Chemická syntéza (chemické slučování) má dva významy: chemická reakce a obor chemie. Slovo syntéza poprvé v chemii použil německý chemik Hermann Kolbe (1818–1884). Opakem chemické syntézy je chemický rozklad.
První význam termínu chemická syntéza je název pro druh chemické reakce, při které ze dvou nebo více prvků nebo sloučenin vznikne produkt, který je většinou složitější než výchozí látky. Jednodušeji řečeno, z látek jednodušších vznikají látky složitější.
Druhý význam termínu chemická syntéza je název pro obor chemie, který se zabývá prováděním syntetických reakcí. Tento obor chemie je velmi rozsáhlý, neboť je základem průmyslové výroby mnoha produktů. Syntézy jsou často pojmenovány po svých objevitelích, například Fischerova–Tropschova syntéza uhlovodíků, Haberova–Boschova syntéza amoniaku, Reppeho syntéza nebo Asingerova syntéza.
Suroviny používané v chemické syntéze jsou často označovány jako reaktanty, výsledek reakce se nazývá produkt. Vhodnými reakčními podmínkami (teplota, tlak, směšovací poměr, katalyzátory, hodnota pH a rozpouštědlo) lze významně ovlivnit množství získaného produktu – výtěžek. Ten se běžně udává v jednotkách hmotnosti nebo v procentech.
Chemická syntéza prováděná v chemické laboratoři za účelem získání předem určeného produktu musí být procesem reprodukovatelným a spolehlivým. Tyto reakce pak přebírá chemický průmysl, kde se už jedná o velká množství surovin, která by byla chybnými experimenty a výpočty znehodnocena.

## Typy chemických syntéz

### Dělení podle průběhu
- Celková, totální nebo úplná syntéza probíhá jednoduchou cestou od suroviny k produktu.
- Parciální syntéza nebo semisyntéza probíhá stupňovitou cestou přes meziprodukty.

### Dělení podle surovin
- Anorganické syntézy jsou syntézy anorganických sloučenin (například syntéza amoniaku, elektrosyntéza)
- Organické syntézy nebo biosyntézy jsou syntézy organických sloučenin, které probíhají v živých organismech (například fotosyntéza, proteosyntéza, nukleosyntéza).

## Příklady průmyslových syntéz

### Haberova–Boschova syntéza amoniaku
Amoniak se průmyslově vyrábí katalytickou syntézou dusíku a vodíku za vysokého tlaku (20 až 100 MPa) a vysoké teploty (nad 500 °C). Jako katalyzátor se používá houbové železo. Syntézu lze popsat rovnicí:
{\displaystyle \mathrm {3\,H_{2}+N_{2}\ {\xrightarrow[{t>500^{\circ }C}]{Fe}}\ 2\,NH_{3}} }

### Fischerova–Tropschova syntéza uhlovodíků
Tato syntéza je katalyzovaná chemická reakce, ve které jsou methan, následně oxid uhelnatý a vodík, za teploty 200–350 °C a pod velkým tlakem přeměňovány na různé kapalné uhlovodíky. Obvyklými katalyzátory jsou železo a kobalt. Hlavním účelem této syntézy je výroba umělé náhrady ropy. Syntézu lze zjednodušeně popsat těmito rovnicemi:
{\displaystyle 2CH_{4}+O_{2}\rightarrow 8H_{2}+2CO}
{\displaystyle \displaystyle (2n+1)H_{2}+nCO\rightarrow C_{n}H_{2n+2}+nH_{2}O}